# 그루브 (음악)

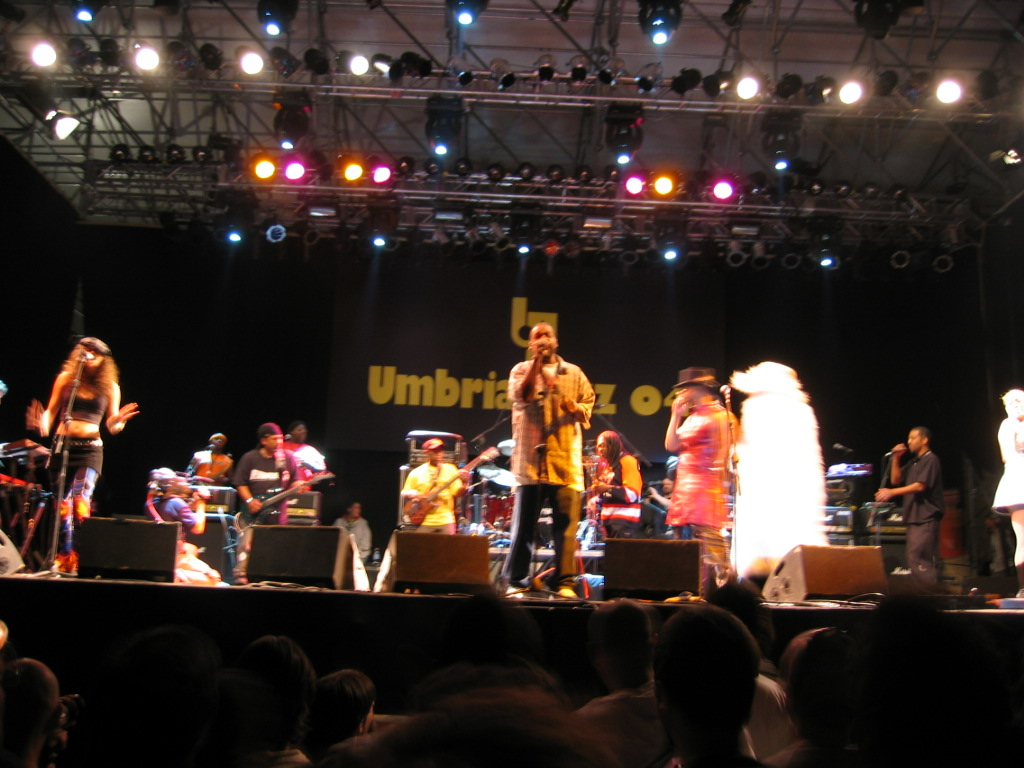
팔러먼트 펑커델릭과 같은 그룹에 의해 연주되는 유형과 같은 펑크 음악은 흔히 "그루브"라고 불리는 충동적이고 강한 리듬의 "필"을 만들기 위해 매력적인 일렉트릭 베이스 라인과 드럼 패턴을 사용한다.

음악에서 그루브(영어: groove)는 충동적인 리듬의 "필" 또는 "스윙"의 감각이다. 재즈에서는 끈질기게 반복되는 패턴으로 느낄 수 있다. 밴드의 리듬 섹션(예: 드럼, 일렉트릭 베이스 또는 더블 베이스, 기타, 키보드)이 연주하는 음악의 상호작용에 의해 만들어질 수 있다. 그루브는 대중음악의 중요한 특징이며, 살사, 펑크, 록, 퓨전, 솔 등 여러 장르에서 찾아볼 수 있다.
보다 광범위한 민족음악학 관점에서 그루브는 "특이하고 규칙적이며 매력적인 방법으로 지속되는, 말할 수 없지만 질서 있는 감각으로, 듣는 사람을 끌어들이기 위해 노력한다"라고 묘사되어 왔다. 음악학자 등 학자들은 1990년대 이후 "그루브"라는 개념을 분석했다. 그들은 "그루브"는 듣는 사람의 춤이나 발을 두드리는 것을 자극하는 "신중하게 정렬된 동시 리듬 패턴"에서 나오는 "운동하는 순환"의 "리듬패턴의 이해" 또는 "직관적인 감각"이라고 주장해왔다.

## 같이 보기
- 루바토